# River Forest (Illinois)
River Forest – wieś w Stanach Zjednoczonych, w stanie Illinois, w hrabstwie Cook.